# Boulevard Adolphe-Billault
Le boulevard Adolphe-Billault est une rue de Nantes, en France.

## Situation et accès
Située sur l'île de Nantes, cette artère est rectiligne, longue de 120 mètres, et relie le boulevard des Martyrs-Nantais-de-la-Résistance au boulevard Victor-Hugo. Au nord, elle rencontre la rue de Vertais.

## Origine du nom
Il rend honneur  à Adolphe Billault (1805-1863), avocat (bâtonnier de l'ordre des avocats de Nantes), et homme politique qui fut plusieurs fois député de la Loire-Inférieure et ministre.

## Historique
La voie fut créée vers la fin des années 1940, lors des travaux de restructuration du quartier, détruit par les bombardements de la Seconde Guerre mondiale. Initialement, elle était conçue comme une prolongation du boulevard Benoni-Goullin. La reconfiguration entraîna la disparition presque totale de la « rue Petit-Pierre » (située légèrement au sud du boulevard), qui devait son nom à la famille Petitpierre, fabricant d'indienne, dont la manufacture se trouvait dans cette artère. Ferdinand Petitpierre (1746-1803) est à la fois oncle et beau-frère de Ferdinand Favre, ancien maire de Nantes.
Tout d'abord appelée « boulevard Benoni-Goullin prolongé », l'artère est dénommée « boulevard Adolphe-Billault », par délibération du conseil municipal du 23 mars 1964.